# Гней Корнелій Лентул (консул 97 року до н. е.)
Гней Корнелій Лентул (лат. Gnaeus Cornelius Lentulus; 140 — після 97 р. до н. е.) — політичний, державний та військовий діяч Римської республіки, консул 97 року до н. е.

## Життєпис
Походив з патриціанського роду Корнеліїв Лентулів. Син Гнея Корнелія Лентула, консула 146 року до н. е.
У 100 році до н. е. став претором, а у 97 році до н. е. його обрано консулом разом з Публієм Ліцинієм Крассом. За час його каденції прийнято постанову сенату про заборону людських жертвопринесень.

## Родина
- всиновлений Гней Корнелій Лентул Клодіан, консул 72 року до н. е.
- всиновлений Гней Корнелій Лентул Ватіан